# 丘納維山
16°18′18″S 67°59′16″W / 16.30500°S 67.98778°W

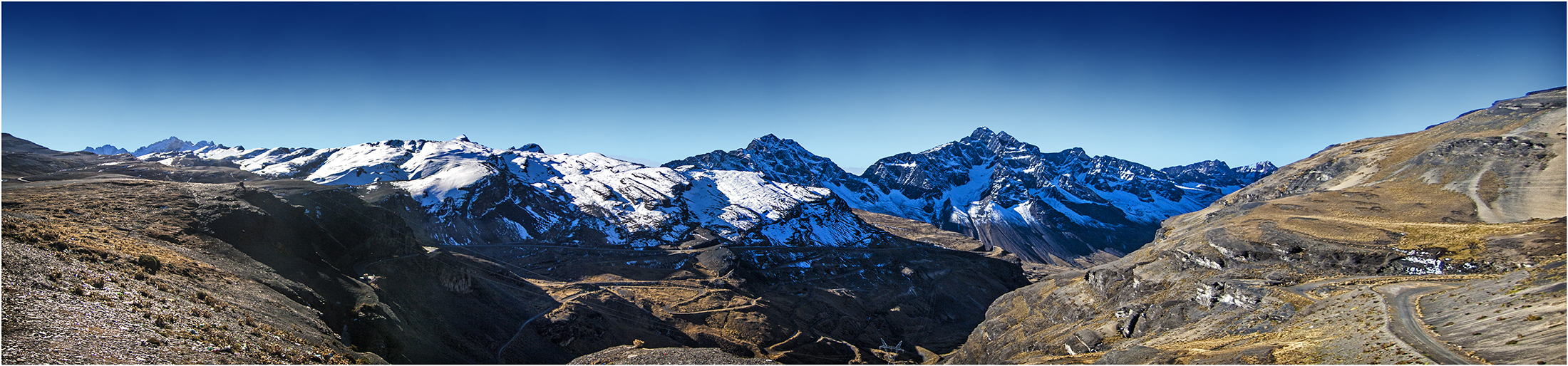

丘納維山（Ch'uñawi），是玻利維亞的山峰，位於該國西部拉巴斯省的佩德羅多明戈穆里略省，處於米卡亞山和瓦卡尼山西北面、漢帕圖里山東北面，屬於安第斯山脈中玻利維亞瑞阿爾山脈的一部分，海拔高度4,846米。